# Distretto di Tabelbala
Il distretto di Tabelbala è un distretto della provincia di Béni Abbès, in Algeria, con capoluogo Tabelbala.